# Anatoli Azolski
Œuvres principales
- La Cage (Клетка) (1997)

Anatoli Alekseïevitch Azolski (en russe : Анатолий Алексеевич Азольский), né le 27 juillet 1930 à Viazma et mort le 26 mars 2008 à Moscou, est un écrivain russe, lauréat du Prix Booker russe pour son roman La Cage (Клетка).

## Biographie
Azolski est né d'un père militaire. Il est diplômé de l'Institut supérieur naval M. V. Frounzé (actuellement Institut naval de Saint-Pétersbourg). En 1952-1954, il est officier dans la marine soviétique, où il sert comme artilleur, puis travaille au Club naval de Kountsevo pour la Société bénévole pour la coopération avec l'armée, l'aviation et la flotte (DOSAAF), est commandant d'un dragueur de mines d'une station de sauvetage sur la Moskova, puis, jusqu'en 1965, travaille comme ingénieur pour des entreprises moscovites.
Inhumé au cimetière Khovanskoïe.

## Œuvre
Il commence à être publié en 1965. Ses œuvres paraissent dans les revues Kontinent, Droujba Narodov (Amitié des peuples), Novy Mir et Rossiya.
Plusieurs œuvres d'Azolski ont été portées à l'écran.
Azolski est membre du PEN Club russe. Il est récompensé en 1997 par le Prix Booker russe. De plus, ses publications sont également célébrées par les prix des magazines Droujba Narodov (Amitié des peuples) (1999) et Novy Mir (2000).